# Municipio de Lee (Dakota del Norte)
El municipio de Lee (en inglés: Lee Township) es un municipio ubicado en el condado de Nelson en el estado estadounidense de Dakota del Norte. En el año 2010 tenía una población de 42 habitantes y una densidad poblacional de 0,45 personas por km².

## Geografía
El municipio de Lee se encuentra ubicado en las coordenadas 47°42′56″N 98°4′34″O / 47.71556, -98.07611. Según la Oficina del Censo de los Estados Unidos, el municipio tiene una superficie total de 93.16 km², de la cual 92,72 km² corresponden a tierra firme y (0,47 %) 0,44 km² es agua.

## Demografía
Según el censo de 2010, había 42 personas residiendo en el municipio de Lee. La densidad de población era de 0,45 hab./km². De los 42 habitantes, el municipio de Lee estaba compuesto por el 97,62 % blancos, el 2,38 % eran isleños del Pacífico. Del total de la población el 0 % eran hispanos o latinos de cualquier raza.